# Armigeres annulitarsis
Armigeres annulitarsis är en tvåvingeart som först beskrevs av George Frederick Leicester 1908.  Armigeres annulitarsis ingår i släktet Armigeres och familjen stickmyggor. Inga underarter finns listade i Catalogue of Life.